# Tanulási klinika
Tanulási klinika a BGyTF és közvetlen jogutódja az ELTE Bárczi Gusztáv Gyógypedagógiai Tanárképző Kar egyik kutatási/fejlesztési programja, amelynek az a célja, hogy a gyógypedagógiai szakszolgáltatás új, intézményes formáját teremtse meg hazai viszonyok között.

## Leírása
A Tanulási klinika megfelel azoknak a külföldön terjedő gyógypedagógiai fejlesztő centrumoknak, amelyek hálózatának kialakulása az 1980-as években kezdődött el. A Tanulási klinika működésének célja: egyéni nevelési, fejlesztési, terápiás segítségnyújtás mindazoknak a gyermekeknek, akiknek az iskolai beváláshoz szükséges képességeik fejlődésében különböző szintű elmaradás, zavar, akadályozottság mutatkozik, és ezzel összefüggésben tanulási problémáik jelentkeznek. A Tanulási klinika szolgáltatásai: tanulásdiagnosztika, iskolai tanulás segítése (elsősorban az anyanyelvi tantárgyak és a matematika tanulásához szükséges képességek területén diszgráfia, diszlexia, diszkalkulia terápiája), tanulási technikák fejlesztése, tanácsadás (szülőknek és pedagógusoknak), tanulási eredmények mérése, egyéni fejlesztő programok kidolgozása. 
A Tanulási klinika szolgáltatásait a gyógypedagógiai iskolákban és az általános iskolákban integráltan tanuló fogyatékos gyermekek mellett mindazok a tanulók is igénybe vehetik, akik nehezen tanulnak az általános iskolában (a tankötelesek mintegy 10-15%-a). A Tanulási klinika működhet önálló szervezetként is, de leggyakrabban a gyógypedagógiai iskolákban hozzák létre az intézmény funkciójának bővítésével. A Tanulási klinika munkatársai elsősorban gyógypedagógusok, akik erre a feladatra megfelelő kiképzést kaptak (például valamely gyógypedagógiai szakon terapeuta végzettséget szereztek), és a pedagógiai szakszolgáltatás keretében együttműködnek más szakemberekkel is. A Tanulási klinika működésének várható hatása: az évfolyamrendszerű csoportos oktatás mellett nagyobb hangsúlyt kap az egyéni szükségletekhez igazodó terápiás fejlesztés, a tanulásszervezésben új elemek jelennek meg (például két-tanáros oktatás, változó tanulási időtartamok), differenciáltabbá válik a tanulási eredmények minősítése, intenzívebb együttműködés alakulhat ki a tanulási folyamatban részt vevő személyek között.